# Timo Trummer
Timo Trummer (Zeitz, 15 de abril de 1996) es un deportista alemán que compite en piragüismo en la modalidad de eslalon.
En los Juegos Europeos de Cracovia 2023 consiguió una medalla de oro en la prueba de C1 por equipos. Ganó una medalla de oro en el Campeonato Europeo de Piragüismo en Eslalon de 2022, en la misma prueba.

## Palmarés internacional
| Juegos Europeos    | Juegos Europeos                | Juegos Europeos | Juegos Europeos |
| Año                | Lugar                          | Medalla         | Competición     |
| ------------------ | ------------------------------ | --------------- | --------------- |
| 2023               | Cracovia (Polonia)             | Medalla de oro  | C1 por equipos  |
| Campeonato Europeo |                                |                 |                 |
| Año                | Lugar                          | Medalla         | Competición     |
| 2022               | Liptovský Mikuláš (Eslovaquia) | Medalla de oro  | C1 por equipos  |